# ジャガー・420
ジャガー・420（Jaguar 420）は、イギリスの自動車メーカーであるジャガーが1966年から1968年まで生産した乗用車である。

## 概要
1960年代半ばのジャガーはその高級スポーツサルーンのラインナップに関していくつかの悩みを抱えていた。一つは世界的なヒット作となった傑作スポーツサルーン、マーク2の発展型として1963年に発売したSタイプ (初代)があまり好評ではなく、1955年のマーク1以来の設計で、ジャガー車中唯一の後輪固定懸架を持つマーク2がいつまでも売れ続けたこと、二つ目は1961年登場の最上級車、マークXが対米輸出を意識した余り車体が大柄すぎて欧州市場で歓迎されなかったことであった。
ジャガーは、不評のSタイプのフロントデザインをマークX風に改め、よりボディ後半部と調和の取れたスタイルにすれば、マーク2とマークXの中間車種として販売を改善できると考えた。また、Sタイプ (初代)のマーク2と同サイズのエンジンベイをこのデザイン変更に合わせて拡大すれば、1964年以降のEタイプやマークX同様の4235ccエンジンが搭載可能となり、車重の重さが原因でマーク2・3.8より遅かったSタイプ3.8の名誉も挽回できるのであった。
こうして1966年に登場したのが420であり、同時に1960年に買収した高級車メーカー・デイムラーのブランドを持つ「デイムラー・ソヴリン」も登場させた。
外観とエンジン排気量以外の420とSタイプの相違点としては、ダッシュボードやドア内張りにクラッシュパッドが装着され、引き出し式のマップトレイが廃止されたこと、タコメーターが追加され時計がダッシュボード中央に移されたこと、オプション（デイムラーでは標準）のパワーステアリングがMarles Varamatic Bendix製となりフィールが改善されたこと、ラジエーターの冷却性能と冷却ファンの改善、ブレーキの二系統化と鳴き防止リング装着、電気系統のマイナスアース化とオルタネーター採用などの改良があった。
4235ccエンジンは販売先の燃料事情により7:1、8:1そして9:1の圧縮比が選べたが、SUツインキャブレター付きで245馬力を発した。これは3キャブレターのEタイプや420Gより20馬力少なかったが、それでも当時の自動車雑誌のロードテストでは、最高速はおおむね125mph=約201km/h、0-60mph加速は10秒以内と、今日でも高性能車として通用する動力性能を持っていた。
1967年の420の生産台数は、その登場に合わせて「240/340」と改名されたマーク2、装備を簡素化して生産継続されたSタイプ、「420G」となったマークXのいずれをも凌ぎ、ジャガー製サルーンの最多を記録した。しかし1968年になると再び「240/340」の後塵を拝するようになった。これは420の需要層が同年末デビューの新型車・XJ6を待って購入を控え、メーカーも生産を早期に打ち切ったためで、結局420は10,236台が生産されたに過ぎなかった。なお、「240/340」は1969年まで、「420G」は1970年まで生産続行された。